# Melasina aulodoma
Melasina aulodoma är en fjärilsart som beskrevs av Edward Meyrick 1924. Melasina aulodoma ingår i släktet Melasina och familjen säckspinnare. Inga underarter finns listade i Catalogue of Life.